# Seznam hvězd v souhvězdí Lodního kýlu
Toto je seznam významných hvězd v souhvězdí Lodního kýlu (Carina). Hvězdy jsou seřazeny podle zdánlivé hvězdné velikosti.